# (21673) Leatherman
(21673) Leatherman (1999 RL15) – planetoida z pasa głównego asteroid okrążająca Słońce w ciągu 3,67 lat w średniej odległości 2,38 j.a. Odkryta 7 września 1999 roku.